# Ben Franks
Ben John Franks (* 27. März 1984 in Melbourne, Australien) ist ein ehemaliger neuseeländischer Rugby-Union-Spieler auf der Position des Pfeilers und heutiger Rugby-Trainer. Sein jüngerer Bruder Owen Franks ist ein neuseeländischer Rugby-Union-Spieler.

## Biografie
Franks ging in Christchurch auf der Boys’ High School und der Aranui Highschool zur Schule. In seiner Jugend spielte er 2003 für die neuseeländische U-19-Rugbynationalmannschaft und von 2004 bis 2005 für die U-21-Nationalmannschaft. Nachdem er bereits zuvor in der Nachwuchsmannschaft der Canterbury RFU gespielt hatte, wurde er dann 2005 in den Kader der Ersten Mannschaft von Canterbury für die neuseeländische Rugbymeisterschaft berufen. In seiner ersten Spielzeit bekam er jedoch nur einen sechsminütigen Einsatz im letzten regulären Saisonspiel.
Von 2007 bis 2008 lieh Canterbury Franks an die Tasman RU aus, weswegen er oftmals für beide Mannschaften während einer Saison spielte, bevor er 2009 endgültig zu Tasman wechselte. Seit dem Jahr 2006 lief er außerdem für die Crusaders im Super Rugby auf. Mit ihnen konnte er 2006 und 2008 den Titel gewinnen. 2007 sowie 2010 scheiterten sie im Halbfinale und 2011 im Finale der Meisterschaft. Sein Bruder Owen spielt seit 2009, mit einer Unterbrechung von 2019 bis 2024, ebenfalls für die Crusaders.
Aufgrund seiner Leistungen wurde er 2008 in den Kader der neuseeländischen Nationalmannschaft (All Blacks) für die Novembertestspiele in Hongkong und Europa berufen. Dort spielte er als Ergänzungsspieler jedoch in keinem der fünf Länderspiele, sondern nur gegen die irische Provinzmannschaft Munster Rugby. Am Ende konnten die All Blacks zum dritten Mal in ihrer Geschichte einen Grand Slam erringen.
Die nächste Nationalmannschaftsnominierung erfolgte erst zwei Jahre später. 2010 gab Franks während der Junitestspiele sein Länderspieldebüt gegen die irische Nationalmannschaft, das die All Blacks mit 66:28 gewannen. In diesem Spiel erzielte er einen Versuch und lief gleichzeitig zum ersten Mal gemeinsam mit seinem Bruder für Neuseeland auf. Mit ihm sowie den All Blacks konnte er des Weiteren die Tri Nations 2010 gewinnen, und den Bledisloe Cup erfolgreich gegen die australische Nationalmannschaft (Wallabies) verteidigen, wobei er jedoch die Novembertour und einen erneuten Grand Slam Neuseelands verpasste. 2011 verteidigte er mit den All Blacks erneut den Bledisloe Cup und gewann mit seinem Bruder den Titel bei der Rugby-Union-Weltmeisterschaft 2011 im eigenen Land.
2020 beendete er seine aktive Karriere und ist seitdem als Trainer der Rugby-Union-Mannschaft Scarlets tätig.